# 스펀지 케이크

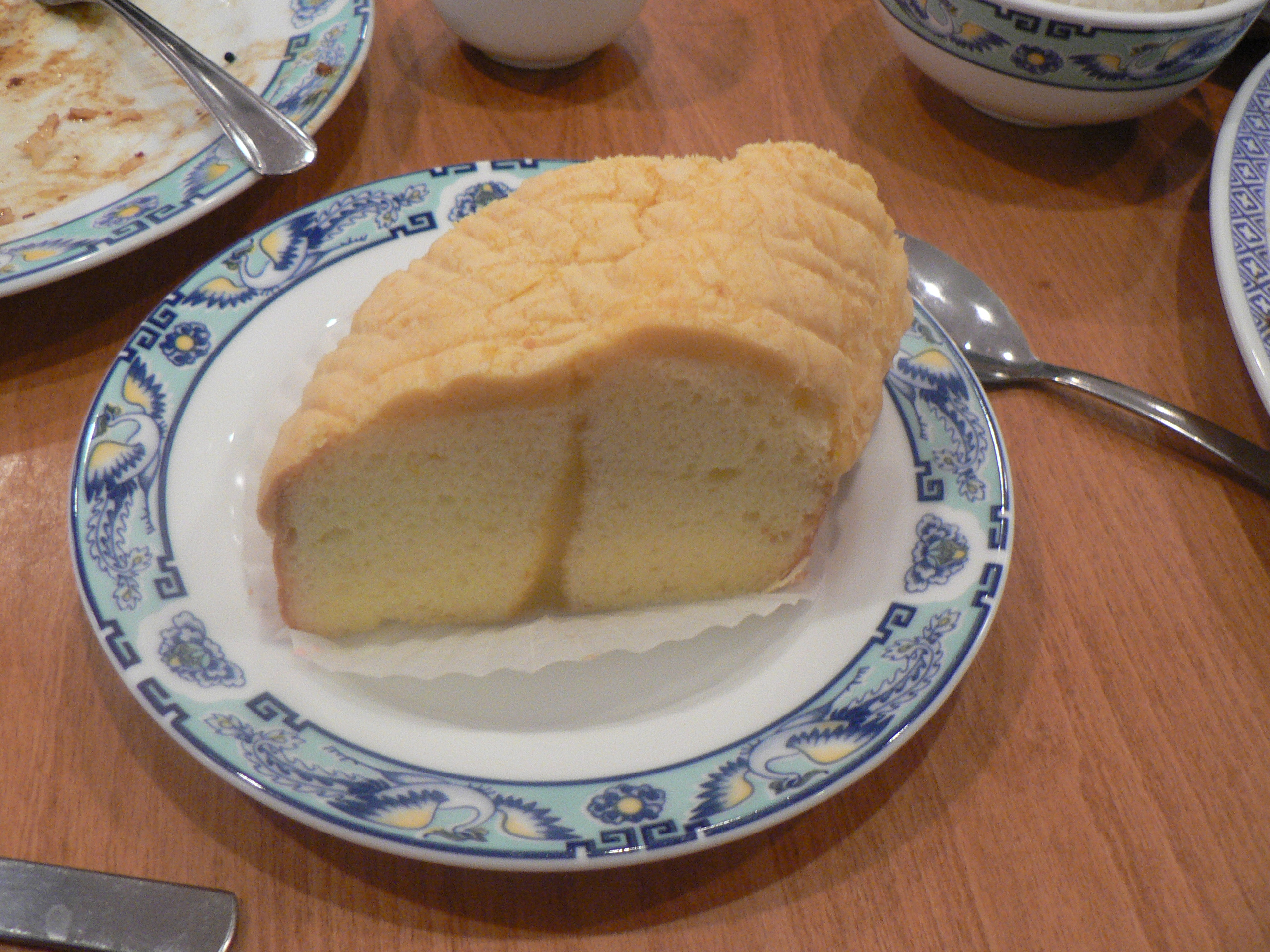
스펀지 케이크

스펀지 케이크(영어: sponge cake)는 스펀지 모양으로 구운 비스킷의 한 종류이다. 기본적으로 거품을 낸 달걀에 밀가루와 설탕을 적절히 배합하고 기타 여러 재료들을 섞어 구워 만든다. 만드는 방법에 따라 수백 가지의 다양한 종류의 스펀지 케이크가 있다.
스펀지 케이크는 계란 흰자, 밀가루, 설탕으로 만든 가벼운 케이크로, 때때로 베이킹 파우더로 누룩을 넣기도 한다. 일부 스펀지 케이크에는 엔젤 푸드 케이크와 같이 달걀 노른자가 포함되어 있지 않지만 대부분은 포함되어 있다. 달걀을 풀어 부풀린 스펀지 케이크는 르네상스 시대, 스페인에서 시작된 것으로 추정된다. 스펀지 케이크는 효모를 넣지 않은 최초의 케이크 중 하나로 생각된다. 당시의 케이크는 크래커와 비슷했고 얇고 바삭했다. 스펀지 케이크는 18세기 중반 빵 굽는 사람들이 반죽한 계란을 떠오르는 재료로 사용하기 시작하면서 오늘날 인정받는 케이크가 되었다. 1843년 영국 식품 제조업체인 앨프리드 버드가 빅토리아 시대에 베이킹 파우더를 만들면서 전통적인 스펀지 레시피에 버터를 추가하여 빅토리아 스펀지가 탄생했다. 케이크는 다양한 맛으로 제공되며 많은 요리법도 있다. 스폰지 케이크는 트윙키(Twinkie)를 통해 스낵 케이크가 됐다.
몇몇은 스펀지 케이크를 빵이라고 인식하는 경우가 종종 있으나 사실은 비스킷이다.

## 같이 보기
- 롤 케이크
- 빅토리아 스펀지
- 카스텔라